# NGC 4102
NGC 4102 هي مجرة لولبية وسيطة تبعد حوالي 68.8 مليون سنة ضوئية عن الأرض تقع شمال في كوكبة الدب الأكبر (كوكبة). المجرة تحتوي على منطقة لينر ومنطقة تفجر نجمي . منطقة تفجر نجمي هي 1,000 ly (310 pc) في قطر تحتوي على حوالي 3 مليارات كتلة شمسية.

## وصلات خارجية
- NGC 4102 على موقع ويكي سكاي: DSS2, SDSS, GALEX, IRAS, Hydrogen α, X-Ray, Astrophoto, Sky Map, Articles and images